# Für Alina
Für Alina (ook wel 'Aliinale') is een korte compositie voor solo piano, geschreven door de Estse minimalistische componist Arvo Pärt en opgedragen aan Alina, de dochter van een vriend van de familie, die in Londen ging studeren. Het stuk werd voor de eerste maal uitgevoerd in Tallinn in 1976, na een lange periode van stilte rond de componist.

## Achtergrond
Tussen 1968 en 1976, na het componeren van het orkestwerk ‘Credo’, bleef het geruime tijd stil rond Arvo Pärt. De componist trok zich terug uit het muzikale en sociale leven en begon te experimenteren met verschillende stijlen van componeren. Daarbij liet hij zich inspireren door gregoriaanse gezangen, vroege polyfonie en het geluid van bellen, met name de subtiele geluiden van het tintinnabulum. Ook de groeiende spiritualiteit van Pärt kreeg vanaf deze periode een groeiende invloed op zijn composities. Hij streefde in deze experimenten naar de ontwikkeling van een nieuwe vorm van tonaliteit, een die niet langer de functionele karakteristieken, afkomstig uit de Klassieke en Romantische tradities, deelde. Arvo Pärt zocht naar een nieuwe traditie waaraan hij zich kon gaan wijden. Deze zoektocht naar een nieuwe traditie groeide uiteindelijk uit tot de 'tintinnabulistijl'.

## Für Alina en de tintinnabulistijl
De tintinnabulistijl werd voor het eerst gebruikt in het korte pianowerk Für Alina (1976). In deze compositie heeft de rechterhand de melodische stem en speelt de linkerhand tonen uit de drieklank van b-mineur, dat is dus de tintinnabulistem. Op de achtergrond klinkt het octaaf van 'b', dat aangehouden wordt met behulp van het pedaal van de piano. Für Alina staat in b-mineur, moduleert niet en heeft een constant tempo welke alleen aangegeven is met de tekst 'Ruhig erhaben, in sich hineinhorchend'. Opmerkelijk is dat Arvo Pärt in zijn compositie een eigen ontwikkelde regel met voeten treedt; de melodische stem verloopt niet altijd met secundeschreden, maar maakt zo nu en dan een sprong. Tevens doorbreekt de rechterhand (dat is de tintinnabuli stem) op één punt in de compositie de drieklank van b-mineur; daar klinkt een cis tweegestreept. Dat is in de originele bladmuziek aangegeven met een, met de hand getekend, bloemetje.
De tintinnabulistijl is duidelijk beïnvloed door het gregoriaans, de vroege polyfonie en bovenal het oneindig doorklinkende geluid van klokjes. Doel was met de tintinnabulistijl eenheid en eeuwigheid te creëren. Paul Hillier beschrijft in de enige tot dusver bestaande biografie op papier het principe van de tintinnabulicomposities als volgt: 'a single moment spread out in time'. In deze composities wordt niet gemoduleerd, noch verandert tempo of harmonie. De harmonie wordt daarbij niet langer verticaal geplaatst, maar horizontaal en verliest op deze manier zijn functionele karakter.
Een tintinnabulicompositie bestaat uit twee, met elkaar verbonden, stemmen: een melodische stem en een tintinnabulistem.
- De melodische stem ('M-voice') is volgens strikte regels gecomponeerd en is opgebouwd uit noten afkomstig uit de Diatonische toonladder. Doorgaans dient deze stem te verlopen in secundeschreden vanuit of naar een centrale toon, welke overigens niet per se de tonica hoeft te zijn.
- De tintinnabulistem ('T-voice') dient zo dicht mogelijk bij de melodische stem te blijven en haalt zijn materiaal uit de drieklank van de Tonica.

De stemmen kunnen op verschillende posities geplaatst worden, ook dit verloopt volgens regels. Paul Hillier omschrijft deze regels als 'modi'. Deze term is afgeleid uit de vroege Middeleeuwse muziek; de 'modi' die Hillier bedoelt, werken echter anders dan de Middeleeuwse modi.
De twee verschillende stemmen zijn tevens verbonden op grond van moraliteit. De tintinnabulistem symboliseert het objectieve 'koninkrijk' van vergeving ofwel de moraal of het geweten van de melodische stem die het dagelijkse egoïstische leven van zonden en lijden belichaamt.

## Adaptaties
Für Alina is talloze malen toegepast als 'achtergrondmuziek' bij films, documentaires en reclames. In 2001 maakte de Zweedse choreograaf Johan Inger voor het Nederlands Dans Theater het dansstuk Walking Mad, waarbij Für Alina gecombineerd werd met Ravels Boléro.
Eerste Symfonie (1963) · Tweede Symfonie (1966) · Pro et contra (1966) · Derde Symfonie (1971) · Für Alina (1976) · Fratres (1977) · Sarah was ninety years old (1976) · Arbos (1977) · Tabula Rasa (1977) · Cantus in memory of Benjamin Britten (1977) · Missa sillabica (1977) · Variationen zur Gesundung von Arinuschka (1977) · Spiegel im Spiegel (1978) · Summa (1980) · De profundis (1980) · Passio Domini nostri Jesu Christi secundum Johannem (1982) · Te Deum (1986) · Stabat mater (1985) · Zeven Magnificat-antifonen (1988) · Festina lente (1990) · Miserere (1989) · Magnificat (1989) · The Beatitudes (1991) · Silouans Song (1991) · Berliner Messe (1992) · Concerto piccolo über B-A-C-H (1994) · Which was the Son of... (2000) · Passacaglia (2003) · In principio (2003) · Lamentate (2002) · Da pacem Domine (2004) · Für Lennart in memoriam (2006) · Vierde symfonie "Los Angeles" (2008) · The deer's cry (2008)